# Dumbrăvița, Sîngerei
Dumbrăvița este satul de reședință al comunei cu același nume  din raionul Sîngerei, Republica Moldova.

## Istorie
Satul Dumbrăvița apare într-un document din timpul domniei lui Petru Șchiopul care întărește lui Grozav părți din satele de pe Ciulucul Mic:
„Din mila lui Dumnezeu, noi Io Petru voievod, domn al Țării Moldovei. Facem cunoscut cu aceasta carte a noastră, tuturor celor ce o vor vedea sau o vor auzi cetindu-se, ca au venit înaintea noastră și înaintea tuturor boierilor noștri moldoveni, mari și mici, slugile noastre Andronic și fratele lui, Gavril și sora lor Nastea, fiii Mirușcii, nepoții lui Toma, de bună voia lor, nesiliți de nimeni, nici asupriți și au vândut dreapta lor ocină și dedină din privilegiul de danie ce a avut bunicul lor Toma dela Ștefan voievod cel Bătrân, din a patra parte de sat din Găunoasa, ce este pe Ciulucul Mic, la gura Găunoasei, în fața Dumbrăviței, două părți, părțile de jos, acestea le-au vândut slugii noastre Grozav, pentru o sută și douăzeci de zloți tătărești.

...

Iar pentru mai mare putere și întărire a tuturor celar mai sus scrise, am poruncit credinciosului și cinstitului nostru boier, pan Stroici mare logofăt, să scrie și sa lege pecetea noastră la această adevărata carte a noastră.
A scris Ieremia Băseanul în Iași, în anul 7095 <1586-87> .... [luna și ziua lipsă în original]”